# Gianni Pisani

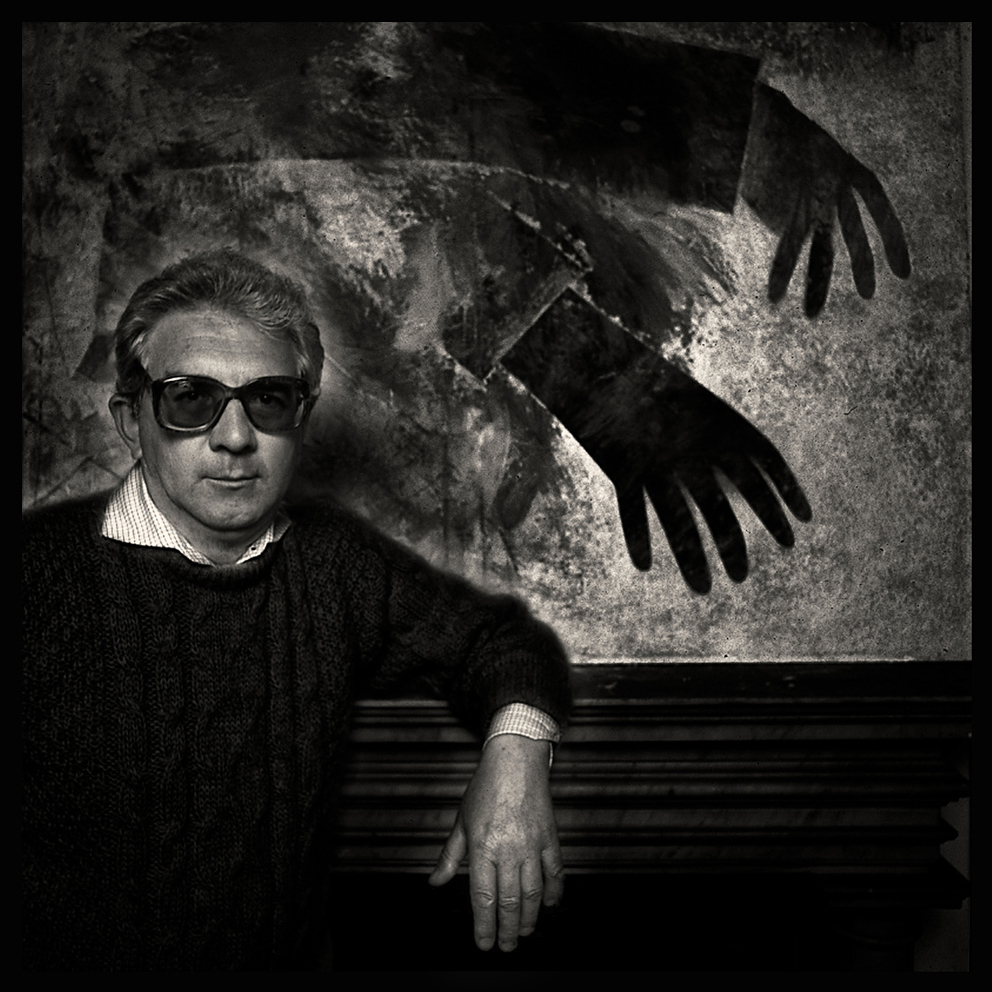
Porträt von Gianni Pisani, Fotografie von Augusto De Luca, 1990

Gianni Pisani (* 1935 in Neapel) ist ein italienischer Künstler.

## Leben
Gianni Pisani studierte Malerei an der Accademia di belle arti di Napoli bei Emilio Notte. Zunächst malte er expressionistisch, griff dann in den 1960er Jahren internationale Tendenzen wie Performance und Objektkunst auf, in den 1970er Jahren malte er surrealistisch mit Einflüssen der Pop Art, in den letzten Jahrzehnten erfolgte eine Rückkehr zur expressionistischen Malerei, wobei er auch religiöse Themen behandelte.
1982 unterrichtete er kurzzeitig Malerei an der Accademia di belle arti di Brera in Mailand und stellte dort 1983 im Palazzo Dugnani aus. Pisani kehrte 1984 nach Neapel zurück, war zunächst Lehrer und dann Direktor der Accademia di belle arti di Napoli. Er arbeitete an verschiedenen Projekten mit Gillo Dorfles zusammen, insbesondere wirkte er gemeinsam mit Lucio Amelio, der seit den 1960er Jahren die Avantgardeszene in Neapel mitprägte, bei der 1988 und 1993 stattfindenden Biennale del Sud.
Im öffentlichen Raum befinden sich seit 2004 zwei Arbeiten in der U-Bahn-Station Salvator Rosa der Metropolitana di Napoli, die er mit Mimmo Rotella, Ernesto Tatafiore, Mimmo Paladino und Renato Barisani als eine der Stazioni dell’Arte (Kunststationen) der Linie 1 künstlerisch ausgestaltete.
Weitere Werke befinden sich u. a. im Museo d’Arte Contemporanea Donna Regina (MADRE) und dem Museo d’arte religiosa contemporanea (A.R.C.A).

## Ausstellungen
Zwischen 1953 und 1963 beteiligte er sich an Gruppenausstellungen in Italien, 1961 in Alessandria, 1962 in Minneapolis, New Orleans, Denver und Philadelphi, in Deutschland 1964 in der Galerie Wirth Berlin.
Die ersten Einzelausstellungen hatte Gianni Pisani 1958 in der Galleria Galatea Torino, 1961  Galleria Il Traghetto Venezia, 1962 Galleria L´Obelisco Roma, 1962 Galleria Il Centro Ischia und 1964 Galeria Il Centro Napoli.  
Seit seiner ersten Ausstellung 1955, im gleichen Jahr begann auch eine Reihe von Auszeichnungen wie mit dem Premio Città Cesenatico, hatte er weitere Einzel- und Gemeinschaftsausstellungen, darunter seine dreimalige Teilnahme an der Quadriennale Nazionale d’Arte in Rom, VIII. 1960 und IX. Quadriennale 1965/66 im Palazzo dei Esposizione und XI. Quadriennale 1986 im Palazzo dei Congressi.
1995 war er Teilnehmer der 46. Biennale di Venezia, 1999 wurde eine große Einzelausstellung in der Scuderia des Palazzo Reale in Neapel veranstaltet, 2003 im Castel dell’Ovo ebenfalls in Neapel.

## Werke
- Crocifissione, 1955
- Fumo del treno, 1957
- Uomo che perde le mani, 1963
- Maniche sulla città, 1968, Aktionskunst
- Tutte le mattine prime di uscire ..., 1973, Performance
- Tutte le case cadevano, 1980
- Mio padre è un ingegnere e mia madre è morta, 1980/81
- Il figlio, 1982
- Via Crucis Via Lucis, 2000, für die Basilika Santa Chiara in Neapel
- La Grande Madonna della Sanità, 2003, für die Sakristei der Basilika Santa Maria della Salute
- Ultima cena, 2008, ebenda

## Veröffentlichungen
- Via Crucis, via Lucis. Gianni Pisani, Bruno Forte. Silvana, Cinisello Balsamo (Milano) 2002, ISBN

88-8215-408-4
- Lettere a mio padre. Pironti, Napoli 2006, ISBN 88-7937-369-2.